# Pizzo Ruggia
Il Pizzo Ruggia (2.289 m s.l.m.) è una montagna del Gruppo dell'Onsernone nelle Alpi Lepontine.

## Descrizione
Si trova in Piemonte (Provincia del Verbano-Cusio-Ossola). La montagna è collocata tra la Val Vigezzo e la Valle Onsernone non lontano dal confine con la Svizzera. Il pizzo è posto a sud-est del Pizzo di Fontanalba e a nord delle Schegge di Muino.

## Salita alla vetta
Si può salire sulla montagna partendo da Arvogno (1.247 m), frazione di Toceno e passando per la Bocchetta di Ruggia. Un altro itinerario è quello che parte dalla località Spruga in Svizzera e passa per i Bagni di Craveggia (977 m). Un terzo itinerario che parte dalla Piana di Vigezzo (1.714 m) è quello che passa per la bocchetta di Muino e poi per l'Alpe di Ruggia (1.888 m). Come punto di appoggio per la salita alla vetta si può utilizzare il bivacco Greppi Emilio che si trova nei pressi dell'Alpe di Ruggia.

## Galleria d'immagini

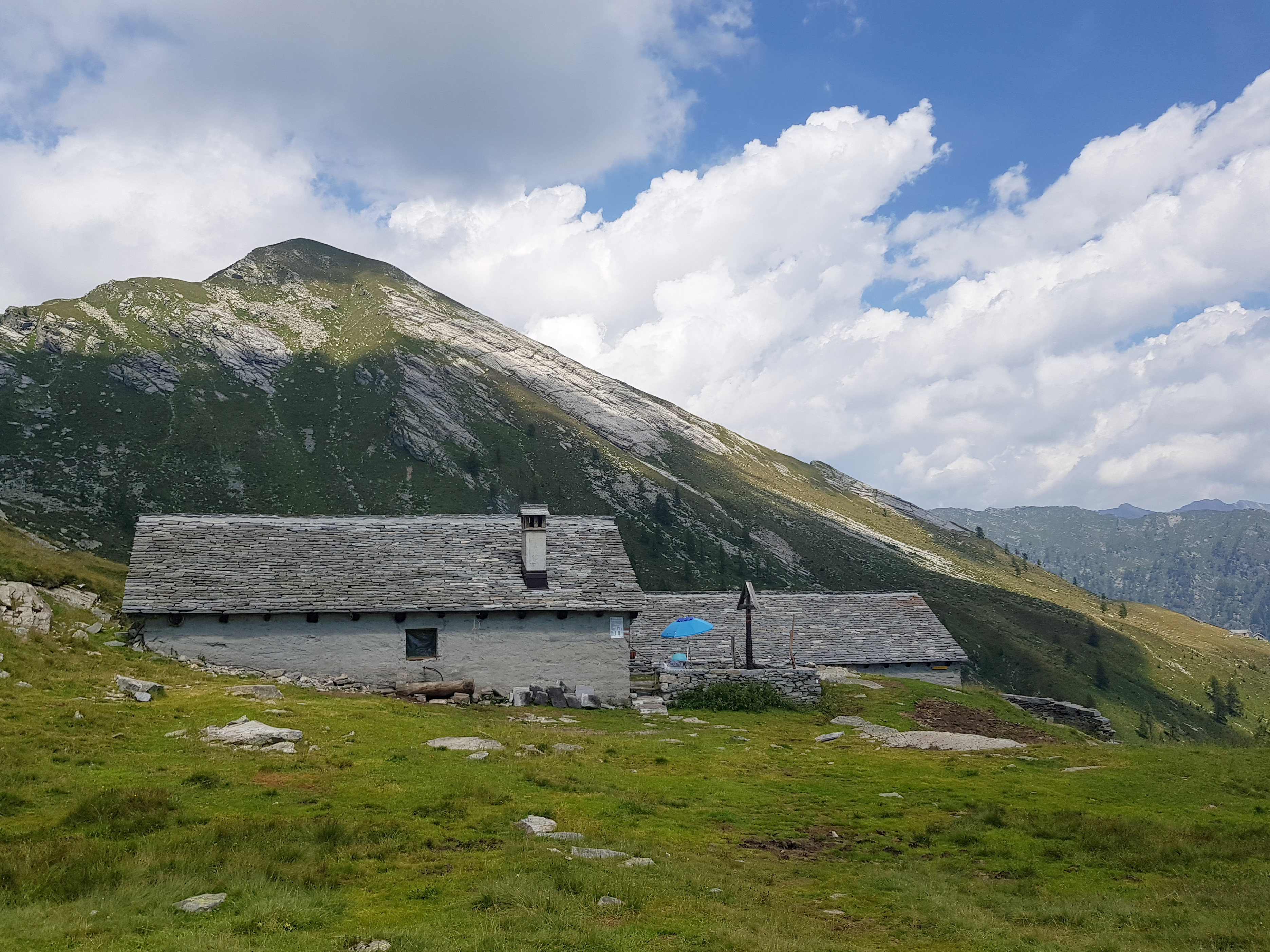
L'Alpe di Ruggia e il Pizzo Ruggia sullo sfondo
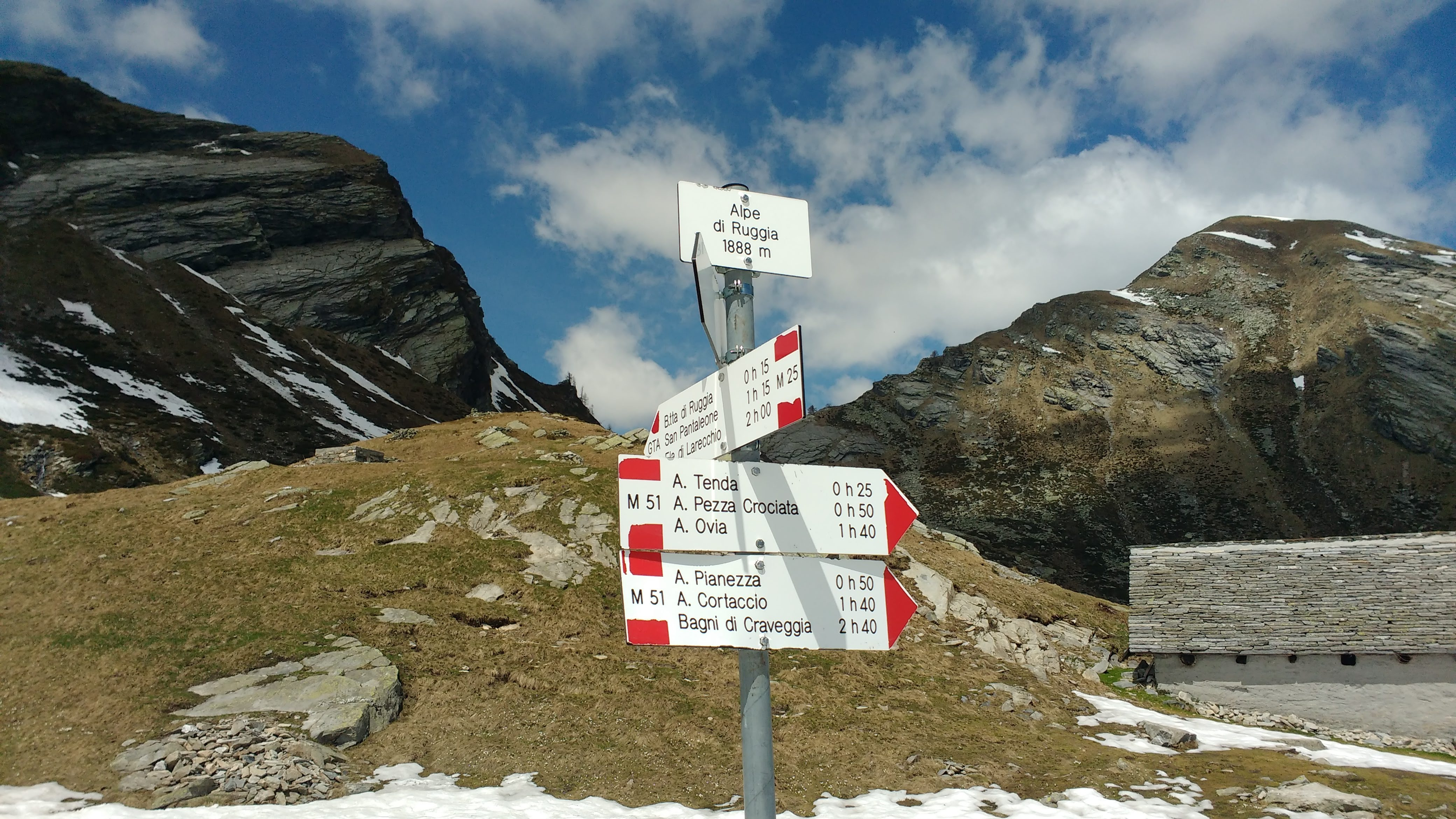
Cartelli segnavia in località Alpe di Ruggia
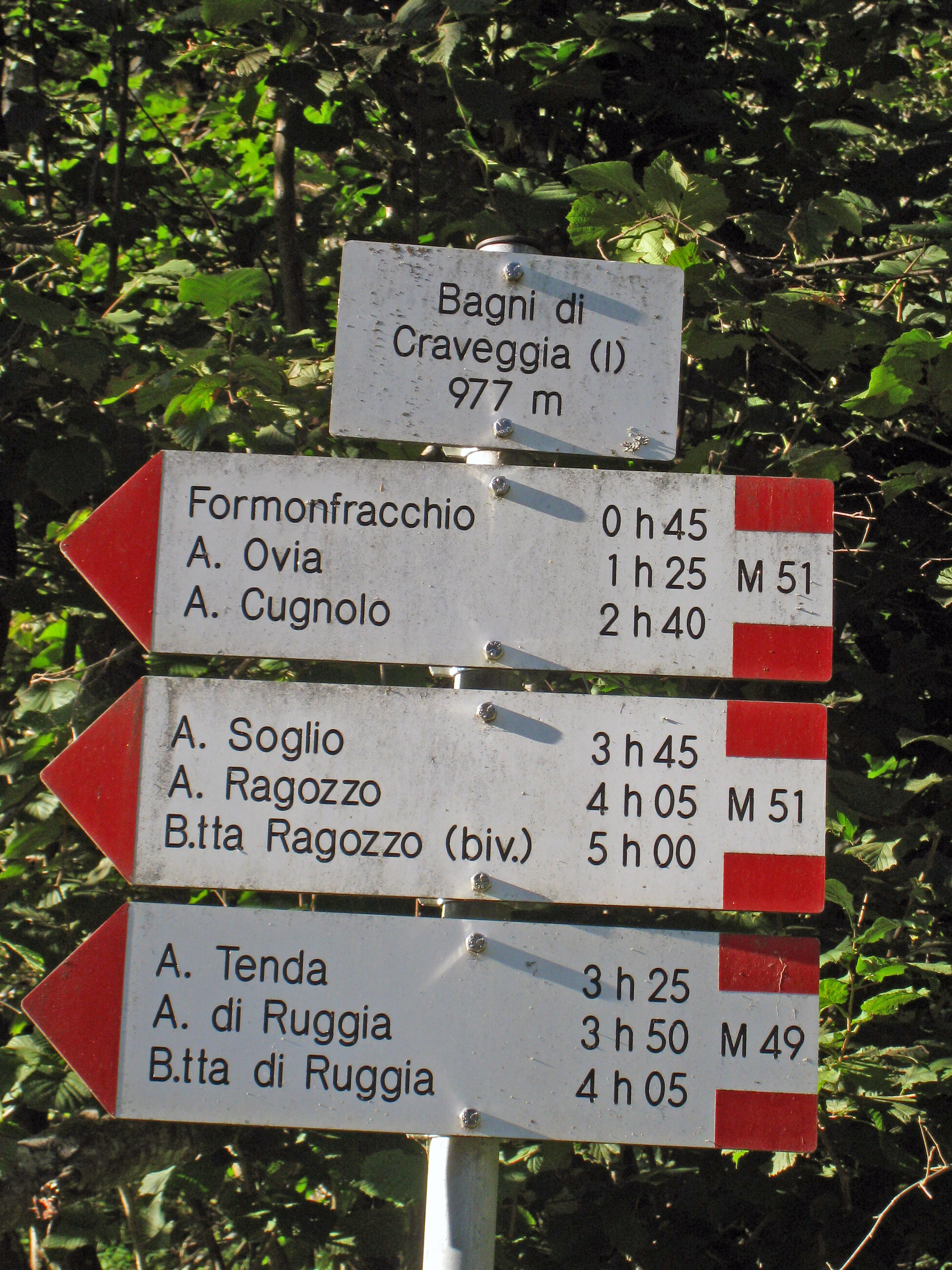
Cartelli segnavia in località Bagni di Craveggia
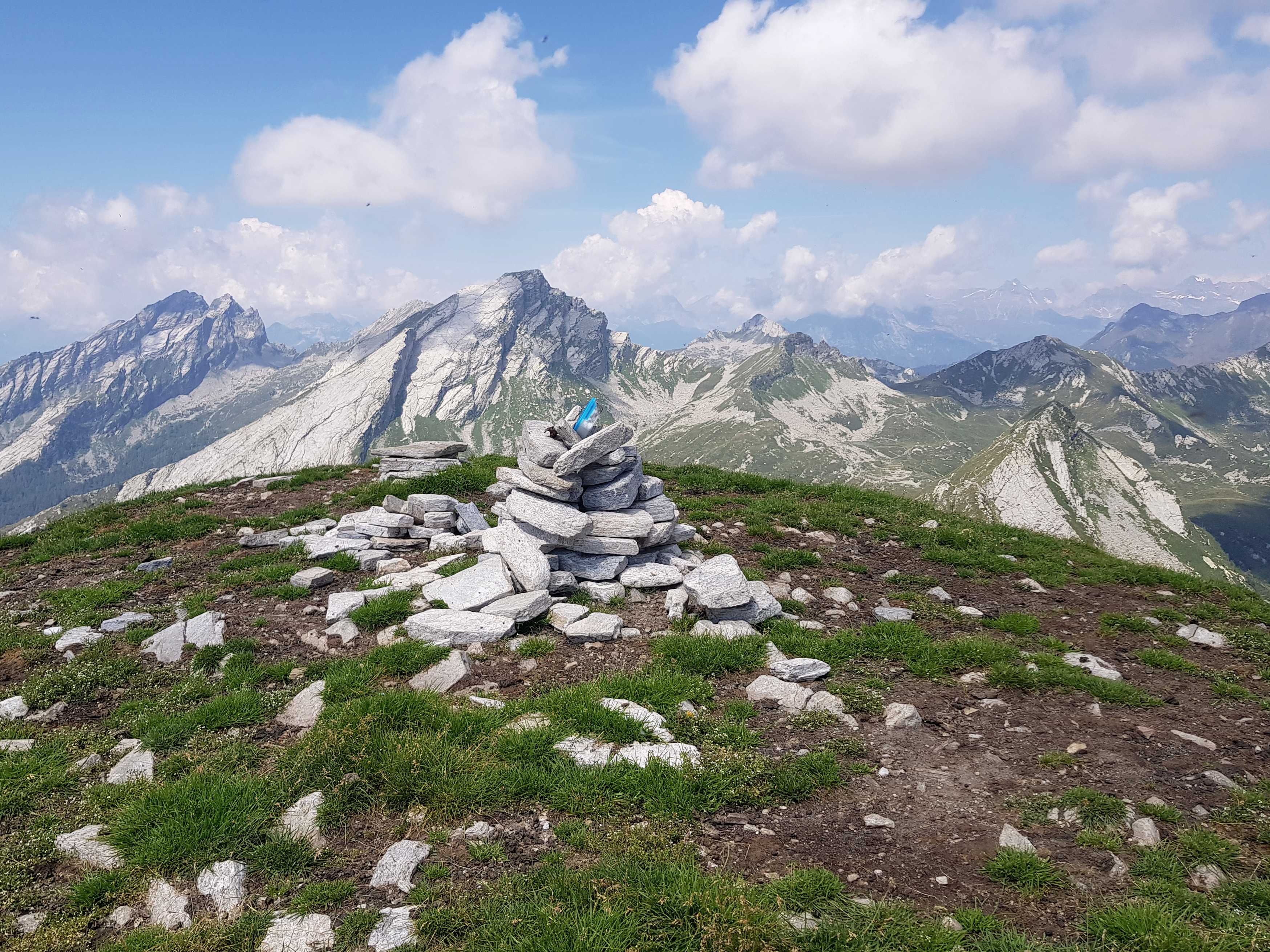
Ometto in vetta al Pizzo Ruggia, sullo sfondo Pizzo la Scheggia e Pioda di Crana.
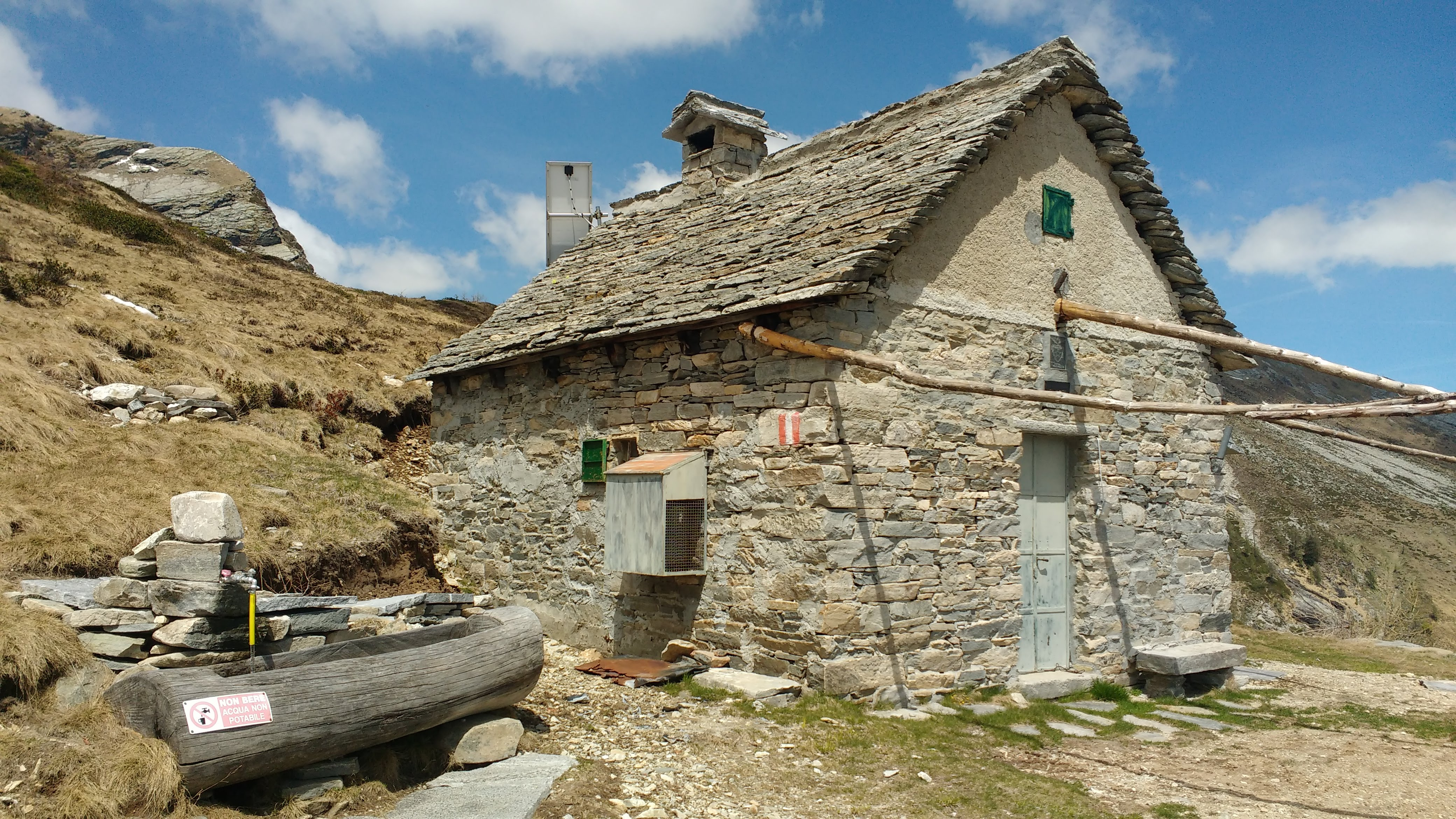
il bivacco Greppi Emilio

### Cartografia
- Istituto Geografico Centrale, Carta dei Sentieri, scala 1:50.000 n.11 Domodossola e val Formazza
- Carta Kompass, Carta Escursionistica, scala 1:50.000 n.89 Parco Naturale Alpe Veglia e Alpe Devero, Valle Antigorio, Val Formazza